# Dvorac Kutjevo
Dvorac Kutjevo je nekadašnja rezidencija isusovaca u Kutjevu, u Požeško-slavonskoj županiji.
Dvorac je sagrađen na mjestu srednjovjekovne cistercitske opatije Honestae Vallis, koja se u zapisima iz 1700. godine spominje kao ruševina. Opatiju je 1232. godine osnovao kaločki nadbiskup, a također i požeški župan Ugrin II Czak. Zanimljivo je da su od nje bili sačuvani znameniti vinski podrumi. Nakon turskim osvajanja, car Leopold dodijelio je 1689. godine zagrebačkom kanoniku Ivanu Josipu Babiću kutjevačko vlastelinstvo. On je pozvao isusovce u Kutjevo namjenjujući prihode od vlastelinstva za uzdržavanje škola i Gimnazije u Požegi. Isusovci su došli 1704. godine te počeli raščišćavati ruševine i adaptirali postojeću crkvu za svoje potrebe.
Od 1721. do 1735. godine podignut je prema projektu isusovačkog slikara, graditelja i superiora požeške isusovačke rezidencije Josipa Kraljića novi barokni kompleks s crkvom i velikom rezidencijom (dvorcem). On je postao upravno sjedište vlastelinstva i ljetnikovac isusovaca iz Požege. Godine 1882. posjed su kupili Vjenceslav Turković i Franjo Türk, koji su na njemu razvili značajnu proizvodnju vina. Nakon Drugog svjetskog rata, dvorac je nacionaliziran.
Dvorac ima tri krila koja zatvaraju unutrašnje dvorište, dok se s četvrte strane pruža crkva. U sjevernoj sakristiji crkve Blažene Djevice Marije pronađen je dio srednjovjekovnih fresaka, a u najvećem, južnom krilu dvorca sadržani su znatni ostaci zidova srednjovjekovne opatije. Tlocrtno se organizacija dvorca formirala na način nizanja prostorija uz hodnik, dok je središnja prostorija u tornju služila kao blagovaonica. Središnji poligonalni toranj je uz vertikalu zvonika crkve, dominantan akcent u cijelom kompleksu, a karakterizira ga slikoviti krov u obliku lukovice, rekonstruiran prema izvornom stanju prije jednog desetljeća.